# Annois
Annois est une commune française située dans le département de l'Aisne en région Hauts-de-France.

## Géographie

### Hydrographie

#### Réseau hydrographique
La commune est traversée par la ligne de partage des eaux entre les bassins hydrographiques Artois-Picardie et Seine-Normandie. Elle est drainée par la Sommette, la Clastroise, l'Annois, le Saint-Simon et divers autres petits cours d'eau.
La Sommette, d'une longueur de 15 km, prend sa source dans la commune de Cugny et se jette  dans la Somme à Ham, après avoir traversé huit communes.

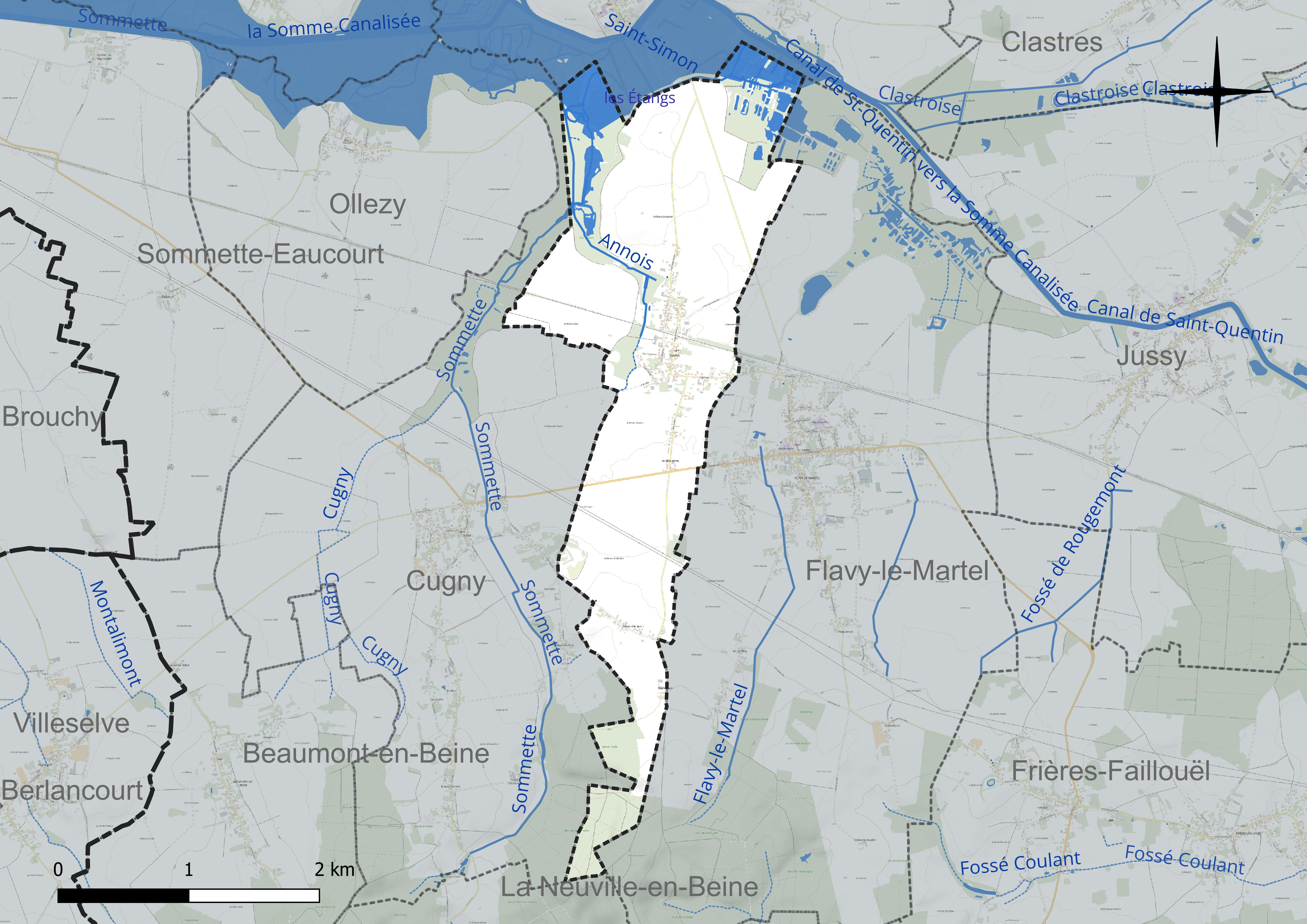
Réseau hydrographique d'Annois.

Un plan d'eau complète le réseau hydrographique : les étangs, d'une superficie totale de 6,3 ha (2,8 ha sur la commune),.

#### Gestion et qualité des eaux
Le territoire communal est couvert par le schéma d'aménagement et de gestion des eaux (SAGE) « Haute Somme ». Ce document de planification concerne un territoire de 1 798 km2 de superficie, délimité par le bassin versant de la Haute Somme est constitué d'un réseau hydrographique complexe de cours d'eau, de marais, d'étangs et de canaux. Le périmètre a été arrêté le 21 avril 2006 et le SAGE proprement dit a été approuvé le 15 juin 2017. La structure porteuse de l'élaboration et de la mise en œuvre est le syndicat mixte d'aménagement hydraulique du bassin versant de la Somme (AMEVA).
La qualité des cours d'eau peut être consultée sur un site dédié géré par les agences de l'eau et l'Agence française pour la biodiversité.

### Climat
Pour des articles plus généraux, voir Climat des Hauts-de-France et Climat de l'Aisne.
En 2010, le climat de la commune est de type climat océanique dégradé des plaines du Centre et du Nord, selon une étude du CNRS s'appuyant sur une série de données couvrant la période 1971-2000. En 2020, Météo-France publie une typologie des climats de la France métropolitaine dans laquelle la commune est dans une zone de transition entre le climat océanique et le climat océanique altéré et est dans la région climatique Nord-est du bassin Parisien, caractérisée par un ensoleillement médiocre, une pluviométrie moyenne régulièrement répartie au cours de l'année et un hiver froid (3 °C).
Pour la période 1971-2000, la température annuelle moyenne est de 10,4 °C, avec  une amplitude thermique annuelle de 15 °C. Le cumul annuel moyen de précipitations est de 693 mm, avec 10,7 jours de précipitations en janvier et 8,7 jours en juillet. Pour la période 1991-2020 la température moyenne annuelle observée sur la station météorologique la plus proche, située sur la commune de Fontaine-lès-Clercs à 10 km à vol d'oiseau, est de 10,8 °C et le cumul annuel moyen de précipitations est de 683,4 mm,. Pour l'avenir, les paramètres climatiques de la commune estimés pour 2050 selon différents scénarios d'émission de gaz à effet de serre sont consultables sur un site dédié publié par Météo-France en novembre 2022.

## Urbanisme

### Typologie
Au 1er janvier 2024, Annois est catégorisée commune rurale à habitat dispersé, selon la nouvelle grille communale de densité à 7 niveaux définie par l'Insee en 2022.
Elle est située hors unité urbaine et hors attraction des villes,.

### Occupation des sols
L'occupation des sols de la commune, telle qu'elle ressort de la base de données européenne d'occupation biophysique des sols Corine Land Cover (CLC), est marquée par l'importance des territoires agricoles (70,4 % en 2018), une proportion identique à celle de 1990 (70,4 %). La répartition détaillée en 2018 est la suivante : 
terres arables (70,4 %), forêts (14,1 %), zones urbanisées (8,7 %), eaux continentales (6,7 %).
L'évolution de l'occupation des sols de la commune et de ses infrastructures peut être observée sur les différentes représentations cartographiques du territoire : la carte de Cassini (XVIIIe siècle), la carte d'état-major (1820-1866) et les cartes ou photos aériennes de l'IGN pour la période actuelle (1950 à aujourd'hui).

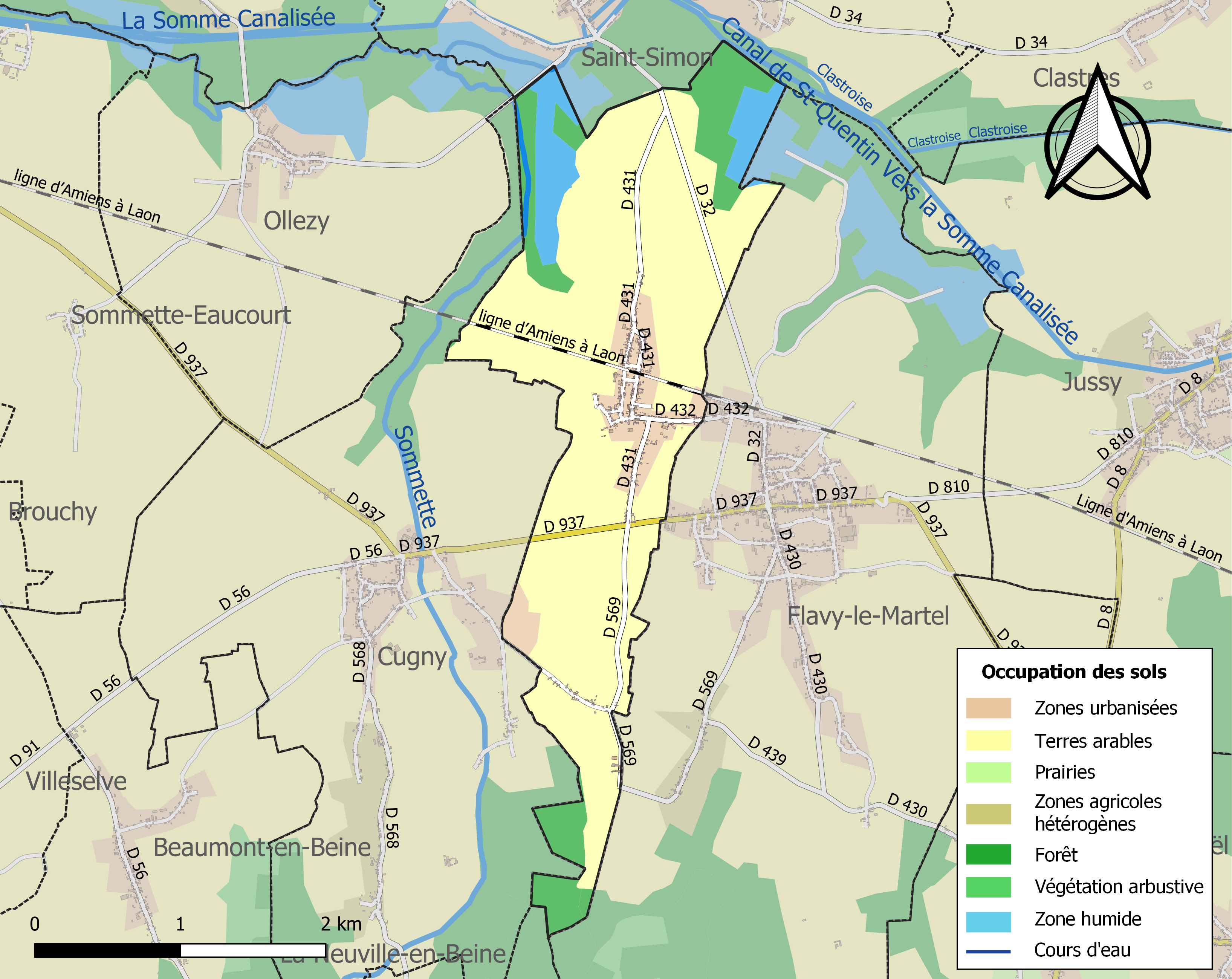
Carte des infrastructures et de l'occupation des sols de la commune en 2018 (CLC).

## Toponymie

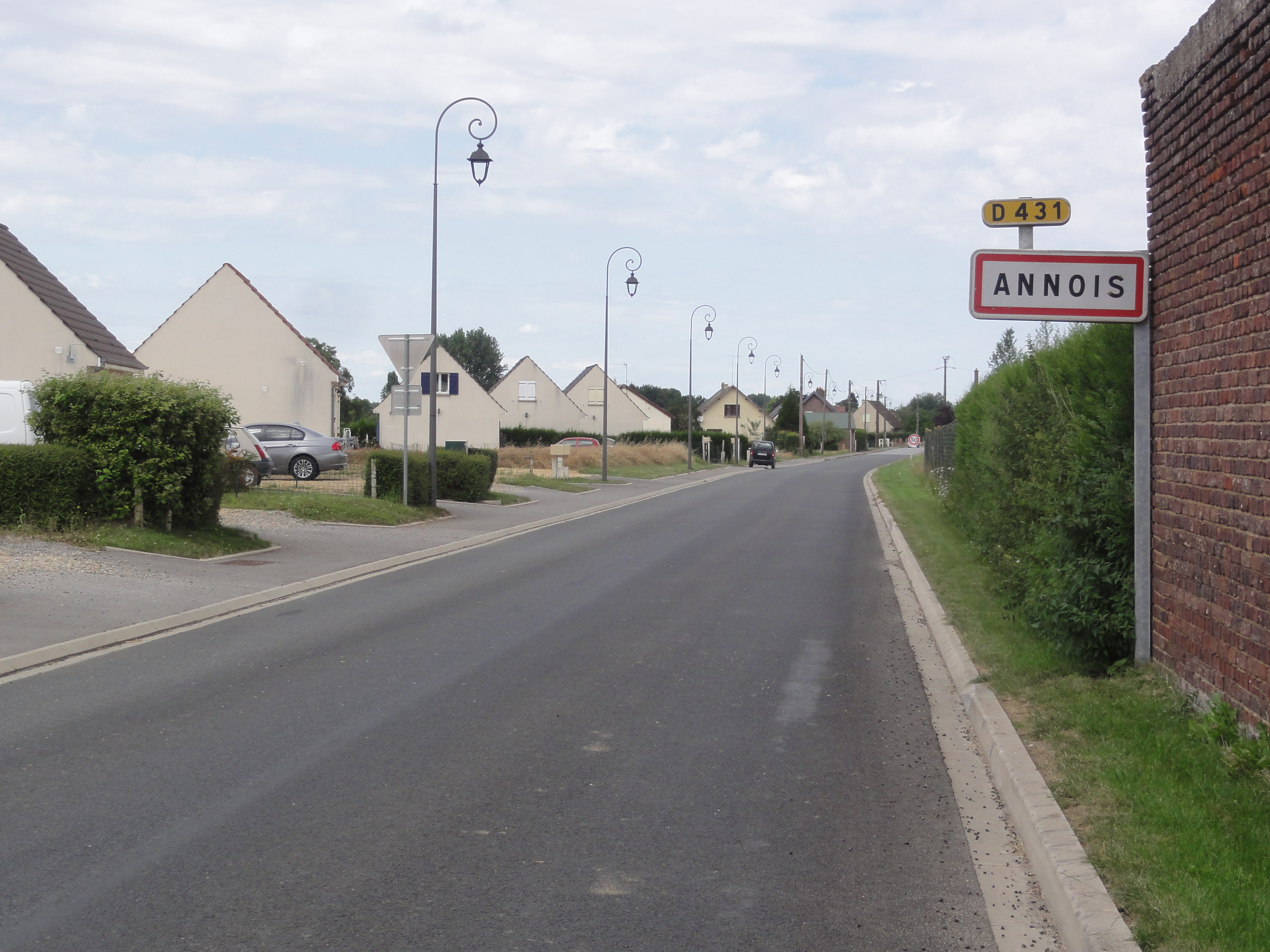
Entrée d'Annois.

Le nom de la localité est attesté sous les formes Alnoit (1114) ; Alnetum (1271) ; Annoy (1358) ; Aulnoy (1582) ; Aulnois (1670).
Ce toponyme dérive du latin Alnus- « aulne » ; sans doute une profusion de ces arbres, dont l'usage en tannerie était important, a donné importance à ce lieu.

## Politique et administration

La communauté d'agglomération du Saint-Quentinois dans le département de l'Aisne.

### Rattachements administratifs et électoraux
La commune se trouve dans l'arrondissement de Saint-Quentin du département de l'Aisne. Pour l'élection des députés, elle fait partie de la deuxième circonscription de l'Aisne.
Elle faisait partie depuis 1801 du canton de Saint-Simon. Dans le cadre du redécoupage cantonal de 2014 en France, elle fait désormais partie du canton de Ribemont.

### Intercommunalité
La commune faisait partie de la communauté de communes du canton de Saint-Simon (C32S), créée fin 1994.
Dans le cadre des dispositions de la loi portant nouvelle organisation territoriale de la République (Loi NOTRe) du 7 août 2015, qui prévoit que les établissements publics de coopération intercommunale (EPCI) à fiscalité propre doivent avoir un minimum de 15 000 habitants (sous réserve de certaines dérogations bénéficiant aux territoires de très faible densité), le préfet de l'Aisne a adopté un nouveau schéma départemental de coopération intercommunale par arrêté du 30 mars 2016 qui prévoit notamment la fusion de la  communauté de communes du canton de Saint-Simon et de la communauté d'agglomération de Saint-Quentin, aboutissant au regroupement de 39 communes comptant 83 287 habitants
Cette fusion est intervenue le 1er janvier 2017, et la commune est désormais membre de la communauté d'agglomération du Saint-Quentinois.

### Liste des maires
| Période                                  | Période                   | Identité           | Étiquette | Qualité                                    |
| ---------------------------------------- | ------------------------- | ------------------ | --------- | ------------------------------------------ |
| Les données manquantes sont à compléter. |                           |                    |           |                                            |
| maire en 1973                            | ?                         | René Lecomte       | RPR       | Agriculteur                                |
| mars 2001                                | mai 2020                  | Richard Telatynski | DVD       | Commerçant Réélu pour le mandat 2014-2020, |
| mai 2020                                 | En cours (au 23 mai 2020) | Hugues Demarest    |           |                                            |

## Démographie
L'évolution du nombre d'habitants est connue à travers les recensements de la population effectués dans la commune depuis 1793. Pour les communes de moins de 10 000 habitants, une enquête de recensement portant sur toute la population est réalisée tous les cinq ans, les populations de référence des années intermédiaires étant quant à elles estimées par interpolation ou extrapolation. Pour la commune, le premier recensement exhaustif entrant dans le cadre du nouveau dispositif a été réalisé en 2006.

En 2022, la commune comptait 352 habitants, en évolution de −3,56 % par rapport à 2016 (Aisne : −1,97 %, France hors Mayotte : +2,11 %).
| 1793 | 1800 | 1806 | 1821 | 1831 | 1836 | 1841 | 1846 | 1851 |
| ---- | ---- | ---- | ---- | ---- | ---- | ---- | ---- | ---- |
| 360  | 329  | 394  | 391  | 561  | 527  | 532  | 548  | 542  |

| 1856 | 1861 | 1866 | 1872 | 1876 | 1881 | 1886 | 1891 | 1896 |
| ---- | ---- | ---- | ---- | ---- | ---- | ---- | ---- | ---- |
| 519  | 594  | 589  | 606  | 559  | 552  | 512  | 450  | 409  |

| 1901 | 1906 | 1911 | 1921 | 1926 | 1931 | 1936 | 1946 | 1954 |
| ---- | ---- | ---- | ---- | ---- | ---- | ---- | ---- | ---- |
| 420  | 418  | 415  | 284  | 366  | 342  | 337  | 363  | 351  |

| 1962 | 1968 | 1975 | 1982 | 1990 | 1999 | 2006 | 2011 | 2016 |
| ---- | ---- | ---- | ---- | ---- | ---- | ---- | ---- | ---- |
| 358  | 345  | 370  | 397  | 372  | 383  | 375  | 386  | 365  |

| 2021 | 2022 | - | - | - | - | - | - | - |
| ---- | ---- | - | - | - | - | - | - | - |
| 355  | 352  | - | - | - | - | - | - | - |

## Culture locale et patrimoine

### Lieux et monuments
- Église Saint-Martin d'Annois.
- Tombes de guerre de la Commonwealth War Graves Commission au cimetière.
- Monument aux morts.
- Statue de Notre-Dame de Lourdes (grotte de Lourdes stylisée).
- Château d'Annois.

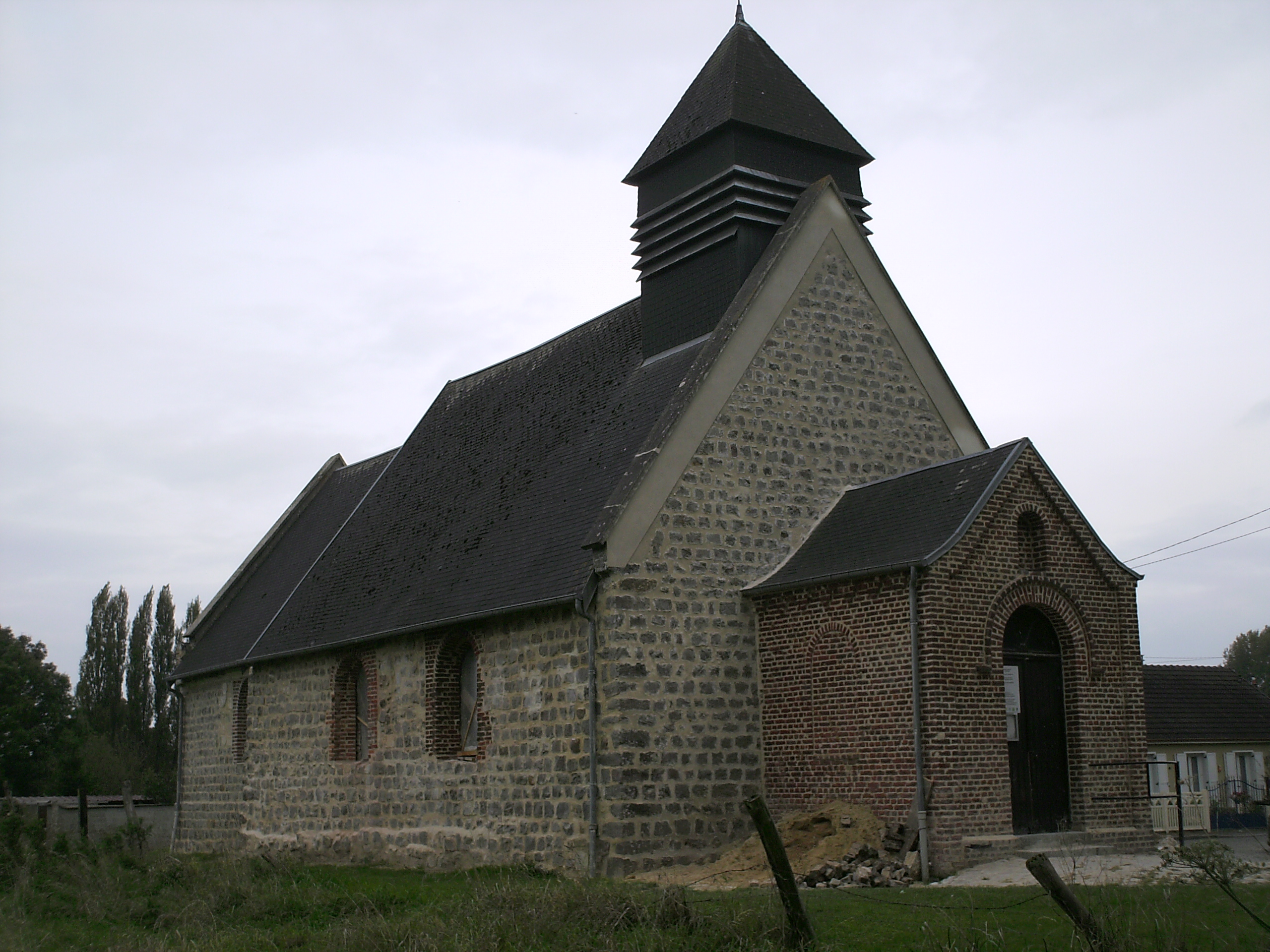
Église Saint-Martin.
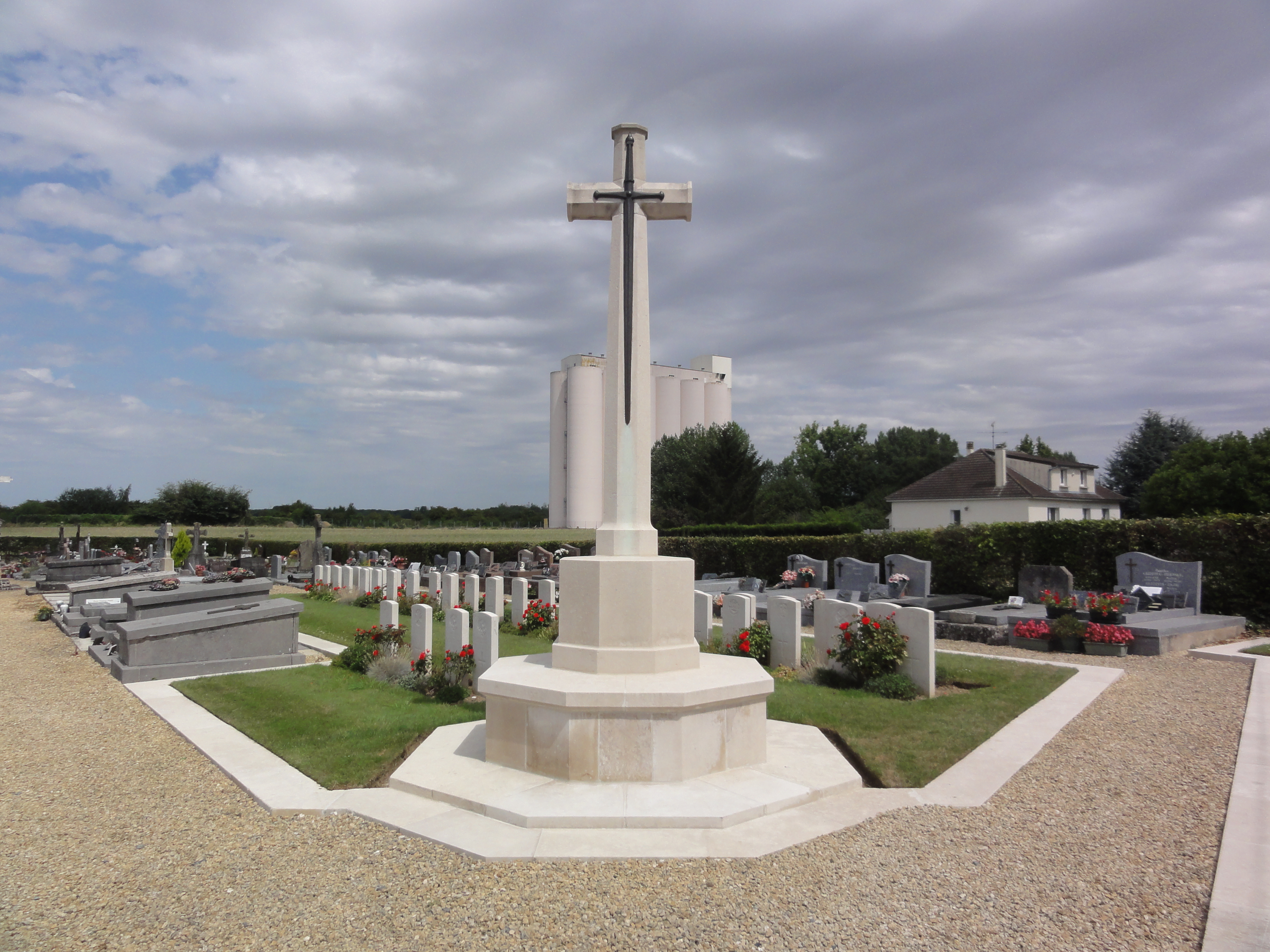
Tombes de guerre de la CWCG.
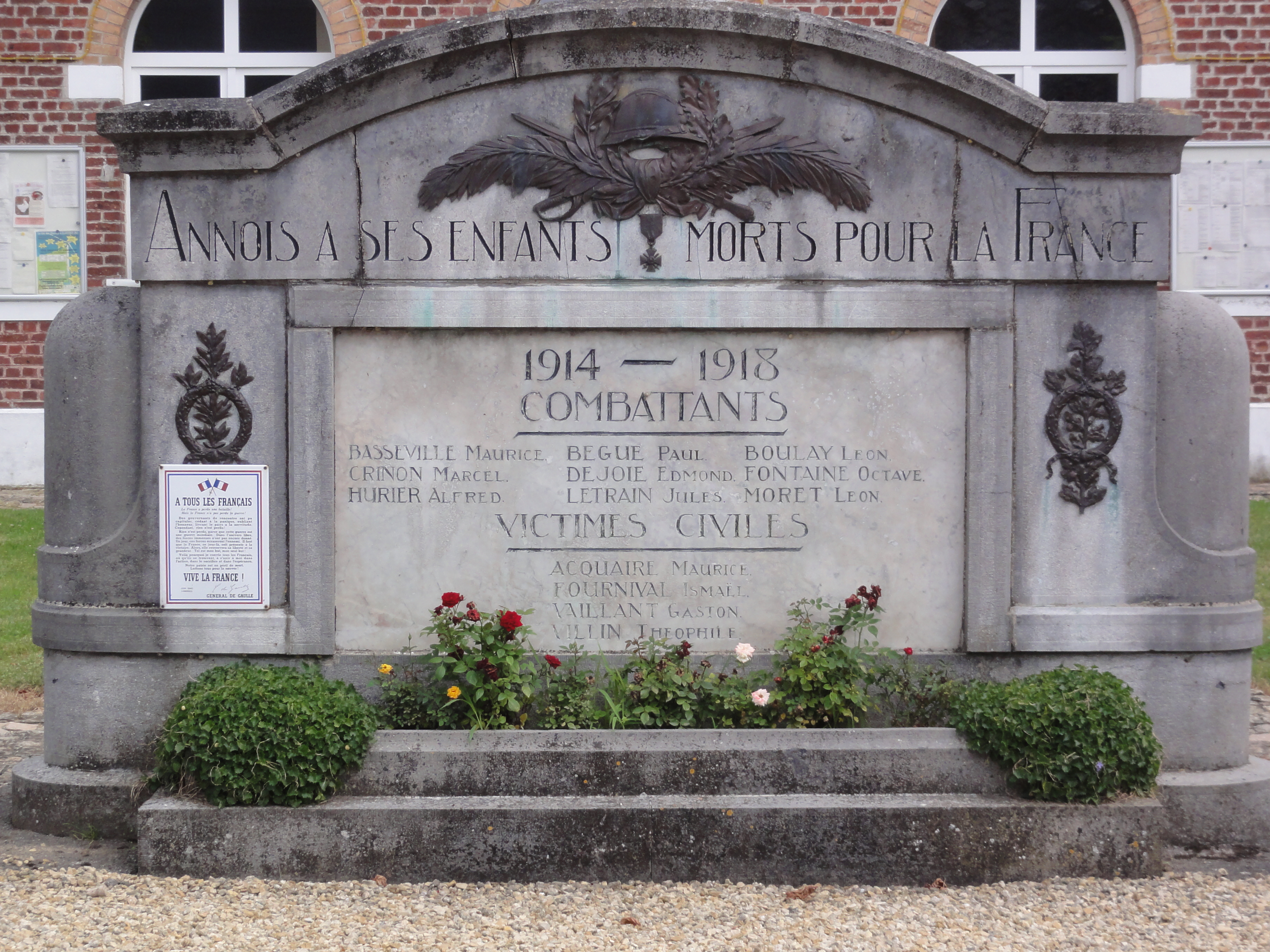
Monument aux morts.
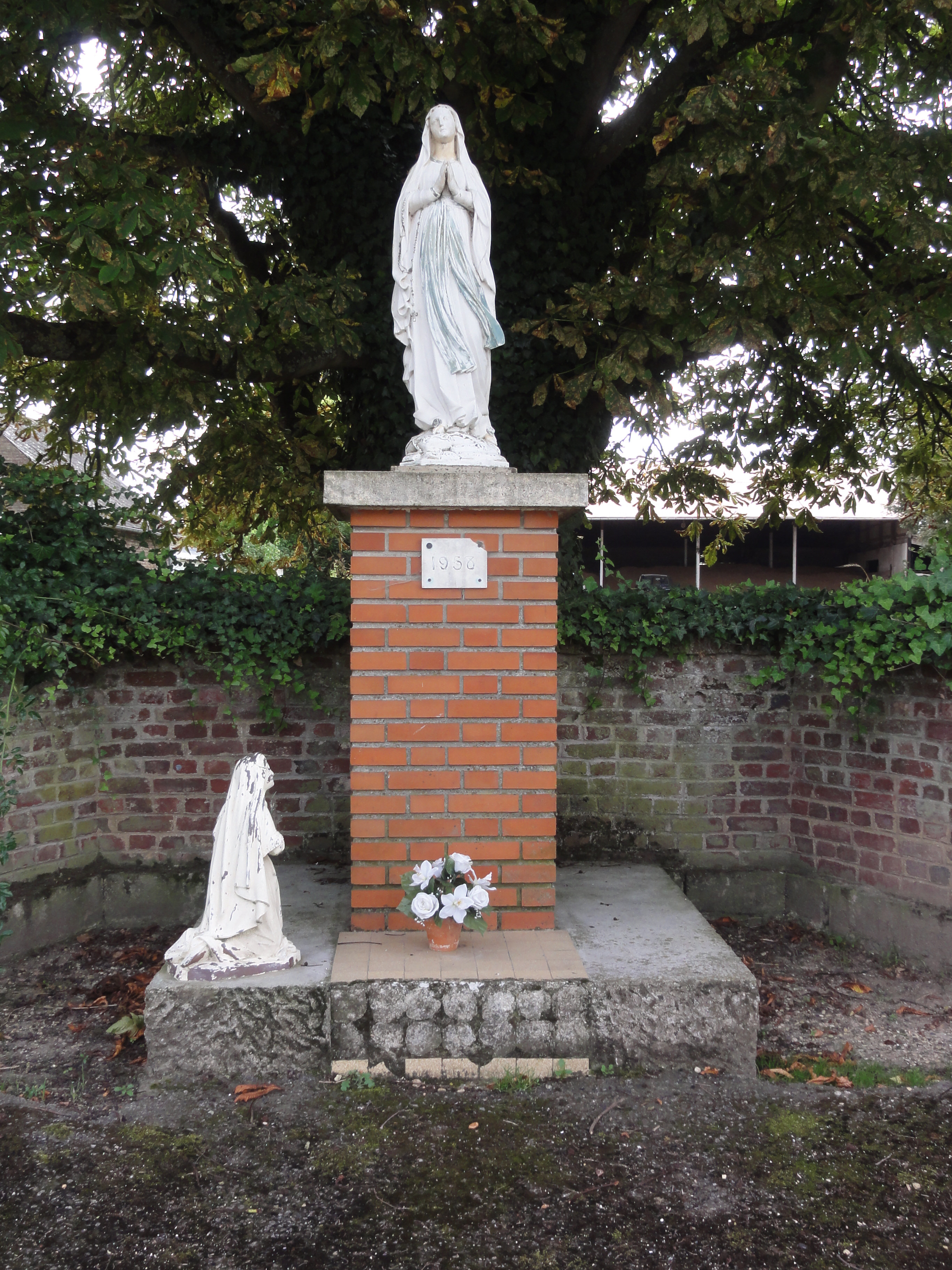
Notre-Dame de Lourdes.
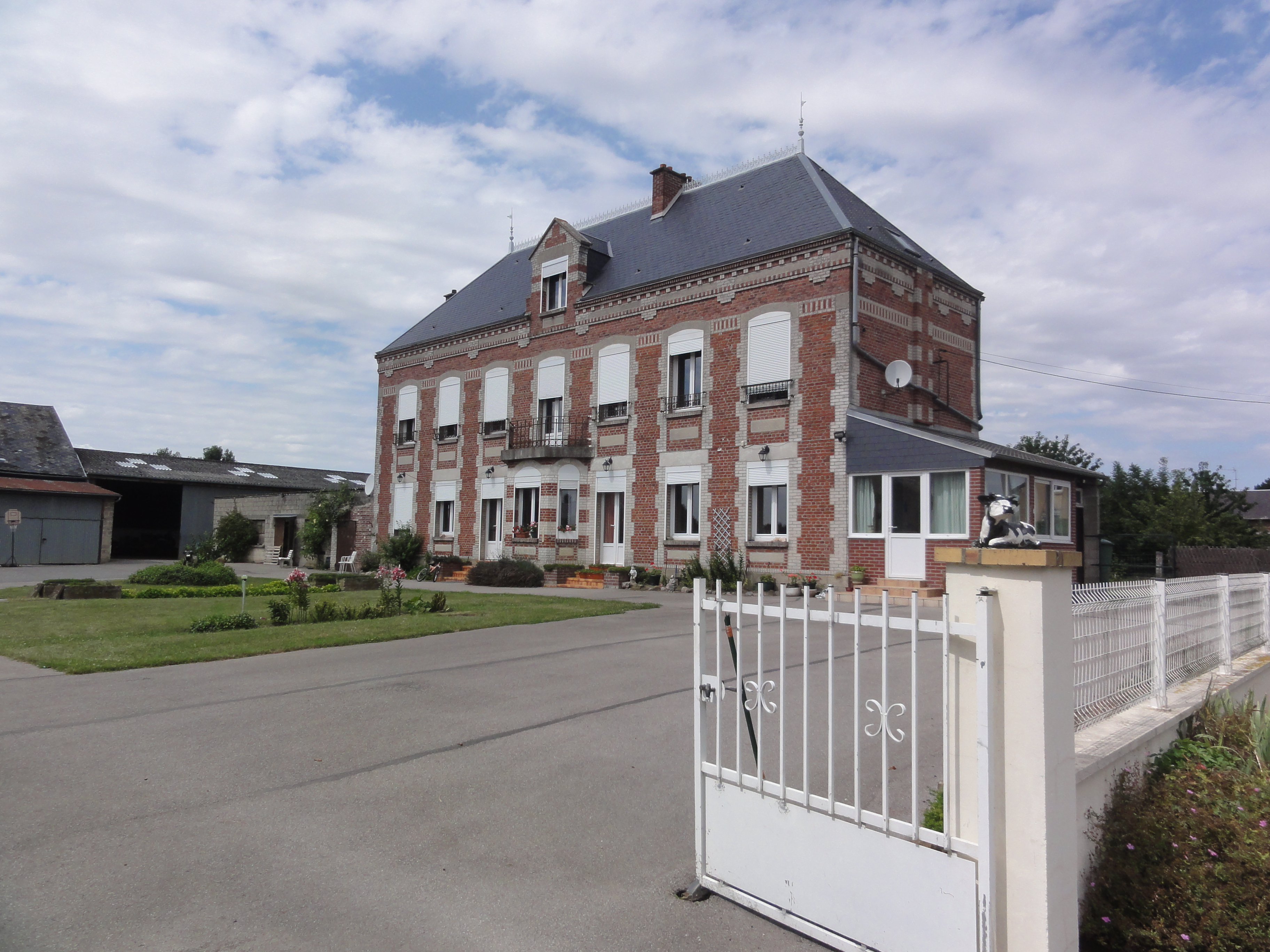
Château d'Annois.

### Personnalités liées à la commune
- Charles-Auguste Pinguet, dit Badinguet, est né à Annois le 1er juillet 1826. Le 1er février 1840, âgé de 14 ans, il commença à travailler comme « goujat » (aide-maçon) aux travaux d'entretien du château fort de Ham. Pendant six ans, il fut l'ami du prince Louis-Napoléon Bonaparte. Le 25 mai 1846, le futur Napoléon III s'habille avec les habits de Pinguet : pantalon bleu, blouse de toile bleue, casquette et souliers. Pinguet lui fournit une planche souillée de mortier de chaux et de plâtre. À six heures du matin, l'évasion commença[28].

## Pour approfondir